# 裴俊林
裴俊林又譯作裴俊霖（1984年—），是一位越南人權活動家。2021年，他發布了一篇惡搞土耳其廚師兼網路紅人「灑鹽哥」的影片，在社群媒體上爆紅。2022年9月，他因傳播反國家宣傳而被越南政府逮捕，目前正在服刑5年。

## 生平
裴俊林與妻子和三個女兒住在峴港市海洲郡清平坊。他是一位基督徒。在成為人權活動家之前，他曾在胡志明市擔任廣告設計師。失業並被房東趕出去後，他回到峴港開了一家麵攤。
2013年，裴俊林參加了菲律賓亞洲橋樑組織在馬尼拉舉辦的公民社會培訓計畫。10月5日，他返回越南後，在新山一國際機場被拘留，並與其他越南學員一起被扣留了16個小時。
裴俊林是No-U Football Club的活躍成員，該組織位於河內市，成立的目的是抗議中華人民共和國政府對南中國海海域的領土主張。裴俊林也參與了No-U Football Club的人道主義工作，包括向農村貧困人口和自然災害的受害者提供援助。2014年2月，裴俊林代表No-U Football Club前往日內瓦，參加越南在聯合國人權理事會普遍定期審議的民間社會運動。2月24日，他返回越南後，在新山一國際機場再次被拘留和審訊，隨後他的護照被沒收，他無法離開該國。作為反中華人民共和國政府活動的一部份，裴俊林於2015年6月4日參加了在胡志明市舉行的抗議活動，以反對中國共產黨總書記習近平對越南進行國事訪問。
裴俊林在Facebook和YouTube上開設了社群媒體帳號，分別擁有1.2萬和1.5萬名粉絲。他的影片內容包括他為No-U Football Club所進行的人道主義工作，以及支持政治犯（例如范端莊）的演講。
2014年4月，在拜訪某位政治犯的家後，裴俊林遭到便衣男子的人身攻擊。2020年4月，在新冠疫情期間，峴港當地警方騷擾裴俊林，稱其違反了隔離規定，以便向當地居民提供食物。裴俊林為自己的行為辯稱，政府官方向困境民眾提供食物的計畫出現延誤。
回到峴港後，裴俊林的活動減少，但他仍繼續在社群媒體上發文。2021年11月，一段影片在越南引發爭議。影片中，時任公安部長蘇林在倫敦一家餐廳享用「黃金」戰斧牛排，而人稱「灑鹽哥」的廚師努斯雷特·格克切則在上面灑鹽。這段影片是在蘇林公開他參拜卡爾·馬克思墓地活動後不久拍攝的。這頓餐在越南引發爭議，人們批評這頓餐的費用是因為新冠疫情導致許多人面臨經濟困難。隨後，裴俊林在網路上發布了一段他在湯面上灑蔥花的影片，惡搞「灑鹽哥」。影片迅速走紅，裴俊林因此獲得了「灑蔥哥」的綽號。影片曝光後，裴俊林多次遭到警方訊問，被迫關閉麵攤數日。
2022年9月，裴俊林因涉嫌違反越南刑法第117條進行反政府宣傳而被捕。他離開兄長家時被捕，被捕後七個月內下落不明。檢方稱，這是因為裴俊林拒絕了律師的幫助，但他的妻子否認了這一說法。裴俊林的官方起訴書稱，他在Facebook上發布了19個影片，在YouTube上發布了25個影片，「影響了人民對國家領導人的信心」。
2023年5月25日，裴俊林的審判在峴港舉行；他的妻子被禁止出席，她和裴俊林的兄弟們被強行帶離法院外，並被拘留了數小時。在聽證會期間，法官下令裴俊林的辯護律師在辯論結束前離開法庭。據報導，裴俊林在審判期間曾說：「我不愛共產黨，因為我愛越南」。裴俊林被判處五年六個月監禁，之後四年緩刑。他在峴港市和山監獄服刑，並將於2023年10月在同奈省春祿監獄服刑。人權觀察稱對裴俊林的判決「殘酷且令人髮指」。國際特赦組織呼籲撤銷這些指控，稱其為「捏造的」，並表示應立即無條件釋放他。裴俊林的上訴於2023年8月30日開庭審理，並維持原判。裴俊林隨後抱怨稱，他事先沒有收到聽證通知，因此無法做好準備。
2024年2月，裴俊林的妻子舉報警方持續騷擾她，包括警方沒收了她自家小吃攤上的農產品。警方稱，這是因為她無證銷售。